# ポドゴリツァ＝シュコドラ鉄道
ポドゴリツァ＝シュコドラ鉄道（英語: Podgorica–Shkodër railway）はモンテネグロとアルバニアを結ぶ鉄道路線で貨物輸送を目的とした鉄道である。アルバニアにとっては唯一の国境を越える国際路線である。1984年から1985年にかけ建設されたが1991年に休止され、後の2003年に再開された。モンテネグロ鉄道によってポドゴリツァから国境を越えアルバニアの町バイゼまで運行され、アルバニア鉄道によりバイゼからシュコドラまで運行されている。ポドゴリツァ駅において、ベオグラード＝バール鉄道など主要な路線と交差し、シュコドラではシュコドラ＝ヴォラ鉄道と接続している。

## 概要
ポドゴリツァ＝シュコドラ鉄道は63.5kmの標準軌の路線で、モンテネグロ側が29.5km、アルバニア側が34kmで構成されている。アルバニア側の他の鉄道のように全線非電化である。

## 歴史
1984年から1985年にかけアルバニアにとって初の国際貨物線として建設された。1985年1月11日に運行が開始され定期運行は1986年8月6日に開始された。1991年にユーゴスラビアに対する経済制裁によって路線の運行は休止される。バイゼ、シュコドラ間は1996年2月に再開される。国境のハーニ・ホーティ、バイゼ間は1996年9月15日に再開される予定であったが中止された。軌道は、1997年に国内の混乱により酷いダメージを受けている。2002年4月にバイゼからモンテネグロとの国境であるハーニ・ホーティまでが完成した。2003年3月にバイゼ、シュコドラ間が3億6500万レクのアルバニア政府の基金により完成している。2003年3月6日にセレモニーが開催され公式にバイゼ、シュコドラ間は開業した。当時のアルバニア首相ファトース・ナーノ (en) とモンテネグロの副首相がポドゴリツァのトゥジに特別列車で赴き相互運用の協定を結んだ。長期的な将来の課題として旅客列車の運行も予定され、高速路線の建設も検討されている。